# 朱里奇河
朱里奇河（俄语：Джурич），是俄羅斯的河流，位於該國西部彼爾姆邊疆區，屬於南克利特馬河的左支流，發源自科米共和國邊界附近，河道全長64公里，流域面積358平方公里。